# Eddy Voordeckers
Eddy Voordeckers (n. Geel, Bélgica, 4 de febrero de 1960) es un exfutbolista belga, que se desempeñó como delantero y militó en diversos clubes de Bélgica y Francia. Ganó muchos títulos en clubes de su país y además, fue máximo goleador de la Recopa de Europa 1981-82 con 6 goles (compartiendo dicho logro con el georgiano Ramaz Shengelia del Dinamo de Tblisi.

## Selección nacional
Voordeckers jugó 22 partidos internacionales, para la selección nacional belga y anotó 4 goles. Participó con la selección bélga, en la Eurocopa de 1984 realizada en Francia, donde su selección quedó eliminado, en la primera fase de aquel certamen.

## Clubes
| Club              | País    | Año         |
| ----------------- | ------- | ----------- |
| KFC Diest         | Bélgica | 1976 - 1979 |
| Standard de Lieja | Bélgica | 1979 - 1982 |
| Waterschei Thor   | Bélgica | 1982 - 1985 |
| Rennes            | Francia | 1985 - 1987 |
| Gent              | Bélgica | 1987 - 1990 |
| Westerlo          | Bélgica | 1990 - 1992 |

## Participaciones en Eurocopas
| Mundial       | Sede    | Resultado    |
| ------------- | ------- | ------------ |
| Eurocopa 1984 | Francia | Primera Fase |